# Championnats d'Europe de judo 2014
Navigation
Édition précédente Édition suivante
Les championnats d'Europe de judo 2014, vingt-huitième édition des championnats d'Europe de judo réunifiés, ont lieu du 24 au 27 avril 2014 à Montpellier, en France.

## Programme de la compétition
- 24 avril :
  - championnats individuels féminins (catégories super-légers, mi-légers, légers)
  - championnats individuels masculins (catégories super-légers, mi-légers)
- 25 avril :
  - championnats individuels féminins (catégories mi-moyens, moyens)
  - championnats individuels masculins (catégories légers, mi-moyens)
- 26 avril :
  - championnats individuels féminins (catégories mi-lourds, lourds)
  - championnats individuels masculins (catégories moyens, mi-lourds, lourds)
- 27 avril :
  - championnat féminin par équipe
  - championnat masculin par équipe

## Tableau des médailles
Le tableau des médailles officiel ne prend pas en compte les deux compétitions par équipes et les pays à égalité sont départagés par leur nombre de cinquièmes et septièmes places.
| Rang  | Nation             | Or | Argent | Bronze | Total |
| ----- | ------------------ | -- | ------ | ------ | ----- |
| 1     | France             | 6  | 4      | 3      | 13    |
| 2     | Géorgie            | 2  | 2      | 0      | 4     |
| 3     | Pays-Bas           | 2  | 1      | 1      | 4     |
| 4     | Russie             | 1  | 2      | 3      | 6     |
| 5     | Hongrie            | 1  | 0      | 4      | 5     |
| 6     | Tchéquie           | 1  | 0      | 0      | 1     |
| -     | Kosovo             | 1  | 0      | 0      | 1     |
| 8     | Allemagne          | 0  | 2      | 4      | 6     |
| 9     | Azerbaïdjan        | 0  | 1      | 1      | 2     |
| 10    | Slovénie           | 0  | 1      | 1      | 2     |
| 11    | Bosnie-Herzégovine | 0  | 1      | 0      | 1     |
| 12    | Autriche           | 0  | 0      | 2      | 2     |
| 13    | Biélorussie        | 0  | 0      | 1      | 1     |
| -     | Ukraine            | 0  | 0      | 1      | 1     |
| -     | Lituanie           | 0  | 0      | 1      | 1     |
| -     | Israël             | 0  | 0      | 1      | 1     |
| -     | Roumanie           | 0  | 0      | 1      | 1     |
| -     | Arménie            | 0  | 0      | 1      | 1     |
| -     | Croatie            | 0  | 0      | 1      | 1     |
| -     | Portugal           | 0  | 0      | 1      | 1     |
| -     | Pologne            | 0  | 0      | 1      | 1     |
| Total | Total              | 14 | 14     | 28     | 56    |

## Podiums

### Femmes
| Épreuves                          | Or                         | Argent                          | Bronze                                                  |
| --------------------------------- | -------------------------- | ------------------------------- | ------------------------------------------------------- |
| Moins de 48 kg poids super-légers | Éva Csernoviczki Hongrie   | Amandine Buchard France         | Maryna Cherniak Ukraine Kristina Roumiantseva Russie    |
| Moins de 52 kg poids mi-légers    | Majlinda Kelmendi Kosovo   | Natalia Kuzyutina Russie        | Andreea Chițu Roumanie Gili Cohen Israël                |
| Moins de 57 kg poids légers       | Automne Pavia France       | Miryam Roper Allemagne          | Sabrina Filzmoser Autriche Telma Monteiro Portugal      |
| Moins de 63 kg poids mi-moyens    | Clarisse Agbegnenou France | Tina Trstenjak Slovénie         | Agata Ozdoba Pologne Anicka van Emden Pays-Bas          |
| Moins de 70 kg poids moyens       | Kim Polling Pays-Bas       | Laura Vargas-Koch Allemagne     | Bernadette Graf Autriche Barbara Matic Croatie          |
| Moins de 78 kg poids mi-lourds    | Audrey Tcheuméo France     | Marhinde Verkerk Pays-Bas       | Lucie Louette France Abigél Joó Hongrie                 |
| Plus de 78 kg poids lourds        | Émilie Andéol France       | Larisa Cerić Bosnie-Herzégovine | Franziska Konitz Allemagne Jasmin Kuelbs (de) Allemagne |

### Hommes
| Épreuves                          | Or                             | Argent                      | Bronze                                                      |
| --------------------------------- | ------------------------------ | --------------------------- | ----------------------------------------------------------- |
| Moins de 60 kg poids super-légers | Beslan Mudranov Russie         | Amiran Papinashvili Géorgie | Hovhannes Davtyan Arménie Ilgar Mushkiyev Azerbaïdjan       |
| Moins de 66 kg poids mi-légers    | Loïc Korval France             | David Larose France         | Mikhail Pulyaev Russie Dzmitry Shershan Biélorussie         |
| Moins de 73 kg poids légers       | Dex Elmont Pays-Bas            | Ugo Legrand France          | Rok Drakšič Slovénie Miklós Ungvári Hongrie                 |
| Moins de 81 kg poids mi-moyens    | Avtandil Tchrikishvili Géorgie | Loïc Pietri France          | Sven Maresch (cs) Allemagne Szabolcs Krizsan Hongrie        |
| Moins de 90 kg poids moyens       | Varlam Liparteliani Géorgie    | Kirill Voprosov (cs) Russie | Alexandre Iddir France Krisztian Toth Hongrie               |
| Moins de 100 kg poids mi-lourds   | Lukáš Krpálek Tchéquie         | Elmar Gasimov Azerbaïdjan   | Cyrille Maret France Adlan Bisultanov Russie                |
| Plus de 100 kg poids lourds       | Teddy Riner France             | Adam Okruashvili Géorgie    | Marius Paskevicius (en) Lituanie André Breitbarth Allemagne |

### Par équipes
- l’astérisque précède les noms des judokas qui n'ont pas combattu en finale mais en demi-finale ou en quart de finale. Pour les médailles de bronze, seuls les cinq athlètes ayant combattu pour l'obtention de ces médailles sont notés.

| Épreuves | Or | Argent | Bronze |
| -------- | --- | --- | --- |
| Femmes   | France Pénélope Bonna Automne Pavia Clarisse Agbegnenou Gévrise Emane Émilie Andéol *Annabelle Euranie Audrey Tcheuméo                                                       | Allemagne Mareen Kraeh Romy Tarangul Miryam Roper Iljana Marzok (de) Luise Malzahn * Martyna Trajdos Laura Vargas-Koch Franziska Konitz                          | Pologne Zuzanna Pawlikowska (pl) Arleta Podolak Agata Ozdoba Katarzyna Klys Katarzyna Furmanek (pl) Slovénie Petra Nareks Vlora Bedeti Tina Trstenjak Urška Žolnir Ana Velensek (en) |
| Hommes   | Géorgie Shalva Kardava Nugzari Tatalashvili (en) Advantil Tchrikishvili Varlam Liparteliani Adam Okruashvili * Zebeda Rekhviashvili (en) Zviad Gogotchuri Levani Matiashvili | Russie Alim Gadanov Musa Mogushkov Murat Khabachirov Grigorii Sulemin Renat Saidov * Alexander Mikhaylin Kamal Khan-Magomedov Denis Iartcev Sirazhudin Magomedov | Allemagne Rene Schneider Christopher Voelk (en) Alexander Wieczerzak Marc Odenthal Karl-Richard Frey France Loïc Korval Ugo Legrand Loïc Pietri Romain Buffet Cyrille Maret          |

## Sources
- Résultats complets des Championnats d'Europe 2014, sur le site de l'eju.